# 格林斯氏脂䲁
格林斯氏脂䲁（學名：Starksia greenfieldi），為輻鰭魚綱䲁形目脂䲁科斯氏脂䲁屬的一個種，分布於西大西洋托巴哥海域，深度5至12公尺，本魚體長，扁平，頭鈍，眼、鼻孔和頸背觸鬚不分支，背鰭硬棘與鰭條之間有缺刻，雄魚第一臀棘長，與鰭其餘部分分離，變性為性器官，頭、體淺紅至淺黃褐色，雄魚橙色更多，頭部有橙色斑紋，眼周有一橙色環，頭部下部有少量至多白色或淺色斑點，鰓蓋上沒有深色斑點，身體有2-3排方形斑點延伸到背鰭基部，有橙色斑點，背鰭前部有一個深色斑點；雌魚頭部下方和胸鰭基部沒有分散、明顯的小黑點，背鰭硬棘18-20枚、背鰭軟條7-9枚、臀鰭硬棘2枚、臀鰭軟條15-16枚，體長可達1.9公分，棲息在珊瑚礁、潟湖區，生活習性不明。